# Oxytropis beringensis
Oxytropis beringensis är en ärtväxtart som beskrevs av Boris Alexandrovich Jurtzev. Oxytropis beringensis ingår i släktet klovedlar, och familjen ärtväxter. Inga underarter finns listade i Catalogue of Life.